# Chenopodiopsis
Chenopodiopsis es un género con tres especies de plantas de flores perteneciente a la familia Scrophulariaceae. 

## Especies seleccionadas
- Chenopodiopsis chenopodioides
- Chenopodiopsis hirta
- Chenopodiopsis retrorsa

- Datos: Q8345220
- Especies: Chenopodiopsis